# نظام سطح مكتب جافا
نظام سطح المكتب جافا  (بالإنجليزية: Java Desktop System)‏ أو اختصارًا JDS هو بيئة سطح المكتب من صن مايكروسيستمز، ل سولاريس، وسابقا للينكس.
نظام جافا ويهدف إلى توفير نظام مألوف لمستخدمي أجهزة الكمبيوتر المتوسطين (أي أنها تشابه مايكروسوفت ويندوز) مع مجموعة كاملة من البرامج الإنتاجية المكتبية مثل حزمة مكتبية، متصفح ويب، البريد الإلكتروني، وإعداد جدول زمني، والرسائل الفورية.
نظام جافا في الواقع ليس مكتوبًا بلغة جافا بل هو مكتوب بمشاريع جنوم وغيرها من المشاريع المشتركة من البرمجيات الحرة. ويعكس اسم صان ترويج للمنتج بوصفها مكانا للمستخدمين من الشركات، لنشر البرمجيات التي كتبها بمنصة جافا.

## الإصدارات
أول حزمة عرض لصان كان لجنوم 1.4 وفصلته على قرص سولاريس 8.
نسخ نظام جافا تشمل:
- جافا
- جنوم (باستخدام موضوع مخطط)
- ستارأوفيس
- موزيلا
- إيفوليشن
- إم بي 3، ومشغل الأقراص المدمجة
- جافا ميديا فريم وورك /مشغل جافا ميديا
- غايم Gaim المتعدد الخدمة للرسائل الفورية
- ريال بلاير

توقف الدعم للينكس 30 مايو 2006.